# 恩里科·德洛伦佐
恩里科·德洛伦佐（義大利語：Enrico de Lorenzo，1933年1月16日—），意大利男子雪车运动员，活跃于1960年代。他曾代表意大利参加国际雪车联合会世界锦标赛，获得一枚金牌和二枚银牌。